# ظفر گولیف
ظفر گولیف (ترکی آذربایجانی: Zəfər Səfər oğlu Quliyev؛ زادهٔ ۱۷ ژوئن ۱۹۷۲) کشتی‌گیر سابق آذربایجانی‌تبار اهل روسیه است.